# Sals distrikt
Sals distrikt är ett distrikt i Grästorps kommun och Västra Götalands län. 
Distriktet ligger nordväst om Grästorp. 

## Tidigare administrativ tillhörighet
Distriktet inrättades 2016 och utgörs av socknen Sal i Grästorps kommun
Området motsvarar den omfattning Sals församling hade vid årsskiftet 1999/2000.